# 14 bis

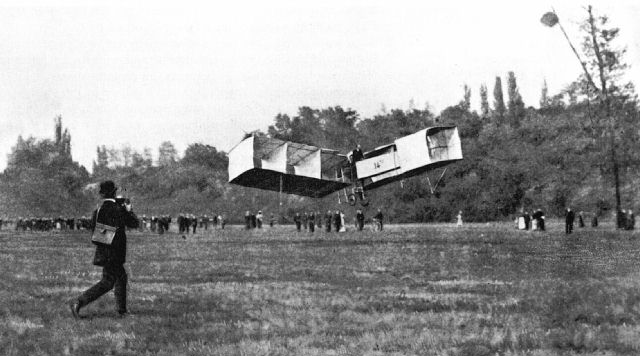
De vlucht van de 14 bis op 23 october 1906 nabij Parijs

De 14 bis was het eerste vliegtuig die een gemotoriseerde vlucht maakte in Europa. De 14 bis was ontworpen en gebouwd door de Braziliaanse luchtvaartpionier Alberto Santos-Dumont. In 1906, nabij Parijs, maakte de 14 bis een bemande gemotoriseerde vlucht die voor het eerst publiekelijk werd aanschouwd door een menigte en ook werd gefilmd.

## 14 bis vs deWright Flyer
Sommigen beweren dat de 14 bis, en niet de Wright Flyer uit 1903, het eerste echte vliegtuig was. Voor het opstijgen gebruikte de Wright Flyer van 1903 een lanceerrail en een wagentje op wielen dat op de grond achterbleef; het vliegtuig landde op ski’s vanwege het zanderige landingsoppervlak bij Kitty Hawk. Na 1903 gebruikten de gebroeders Wright een katapult om bij de meeste starts van hun vliegtuigen uit 1904 en 1905 te helpen. De 14 bis gebruikte geen katapult en reed op wielen die zich aan de achterkant van het vliegtuig bevonden.
Echter toont schriftelijke en fotografische documentatie van de Wrights, geauthenticeerd door historici, aan dat de Wright Flyer van 1903 kon opstijgen in sterke tegenwind zonder katapult en gecontroleerde, langdurige vluchten maakte; bijna drie jaar voordat Santos Dumont zijn eerste start maakte.

## Media

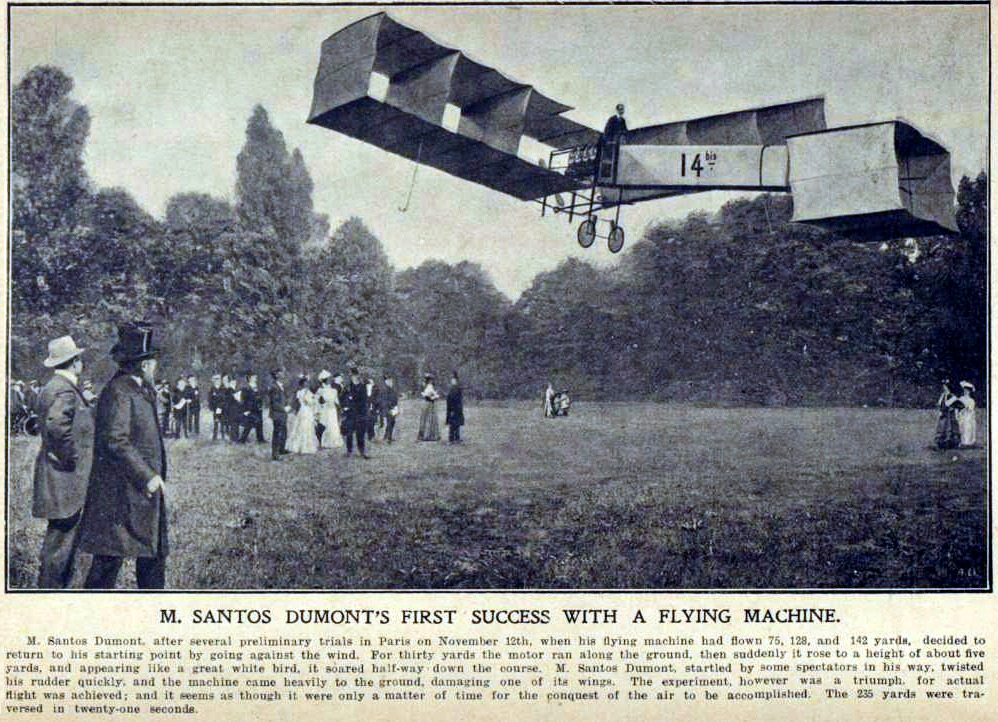
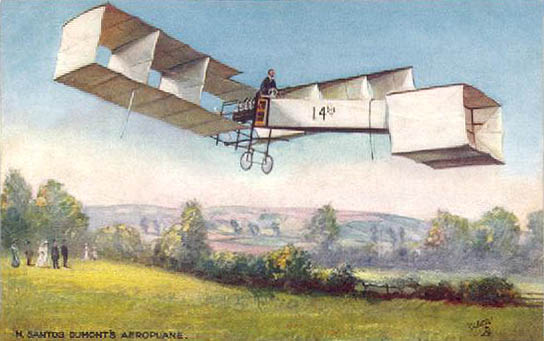
14 bis op een Franse ansichtkaart
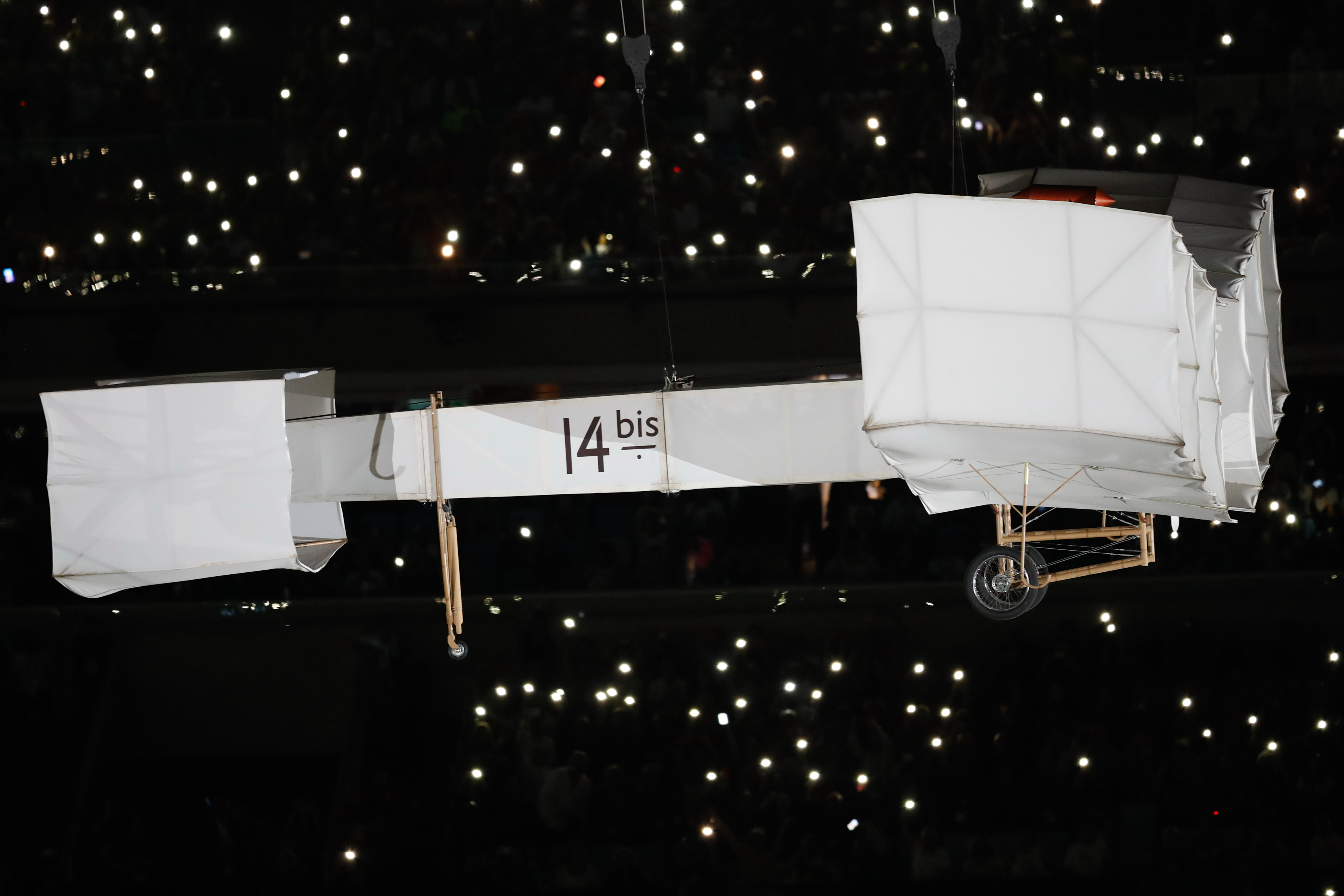
Replica van de 14 bis op de openingsceremonie van de Olymische Zomerspelen 2016